# Moara Dracului
Moara Dracului (monument al naturii) este o arie protejată de interes național ce corespunde categoriei a III-a IUCN (rezervație naturală de tip geologic), situată în județul Suceava, pe teritoriul administrativ al orașului Câmpulung Moldovenesc.

## Localizare
Aria naturală cu o suprafață de 1,30 hectare se află în partea ceantrală a județului Suceava, în ramura nordică a Munților Rarău (munți ce fac parte din Carpații Maramureșului și Bucovinei, gruparea nordică a Carpaților Orientali), în bazinul superior al văii Caselor (pe cursul văii Moara Dracului ce se varsă în râul Valea Caselor, afluent de dreapta al râului Moldova), în apropiera rezervației naturale Codrul secular Slătioara.

## Descriere
Rezervația naturală a fost declarată arie protejată prin Legea nr.5 din 6 martie 2000 (privind aprobarea Planului de amenajare a teritoriului național - Secțiunea a III-a - zone protejate) și reprezintă o zonă montană (în bazinul superior al văii Caselor) de un deosebit interes geologic (formațiuni de blocuri de piatră carbonatice, calcaroase, marnoase, argiloase de vârstă cretacică), floristic (floarea-reginei, urechelniță, vulturică, clopoțel de munte, usturoi sălbatic), faunistic (urs, cerb, jder, râs, lup, vulpe, cocoș de munte) și peisagistic.  